# Havelange (Belgien)
Havelange ist eine Gemeinde in der Provinz Namur im wallonischen Teil Belgiens.
Die Gemeinde besteht aus den Ortsteilen Havelange, Barvaux-Condroz, Flostoy, Jeneffe, Maffe, Méan, Miécret, Porcheresse und Verlée.

## Personen
- Adolphe Mineur (1867–1950), Mathematiker
- Jean-Pierre Danthine (* 1950), schweizerisch-belgischer Ökonom

## Weblinks

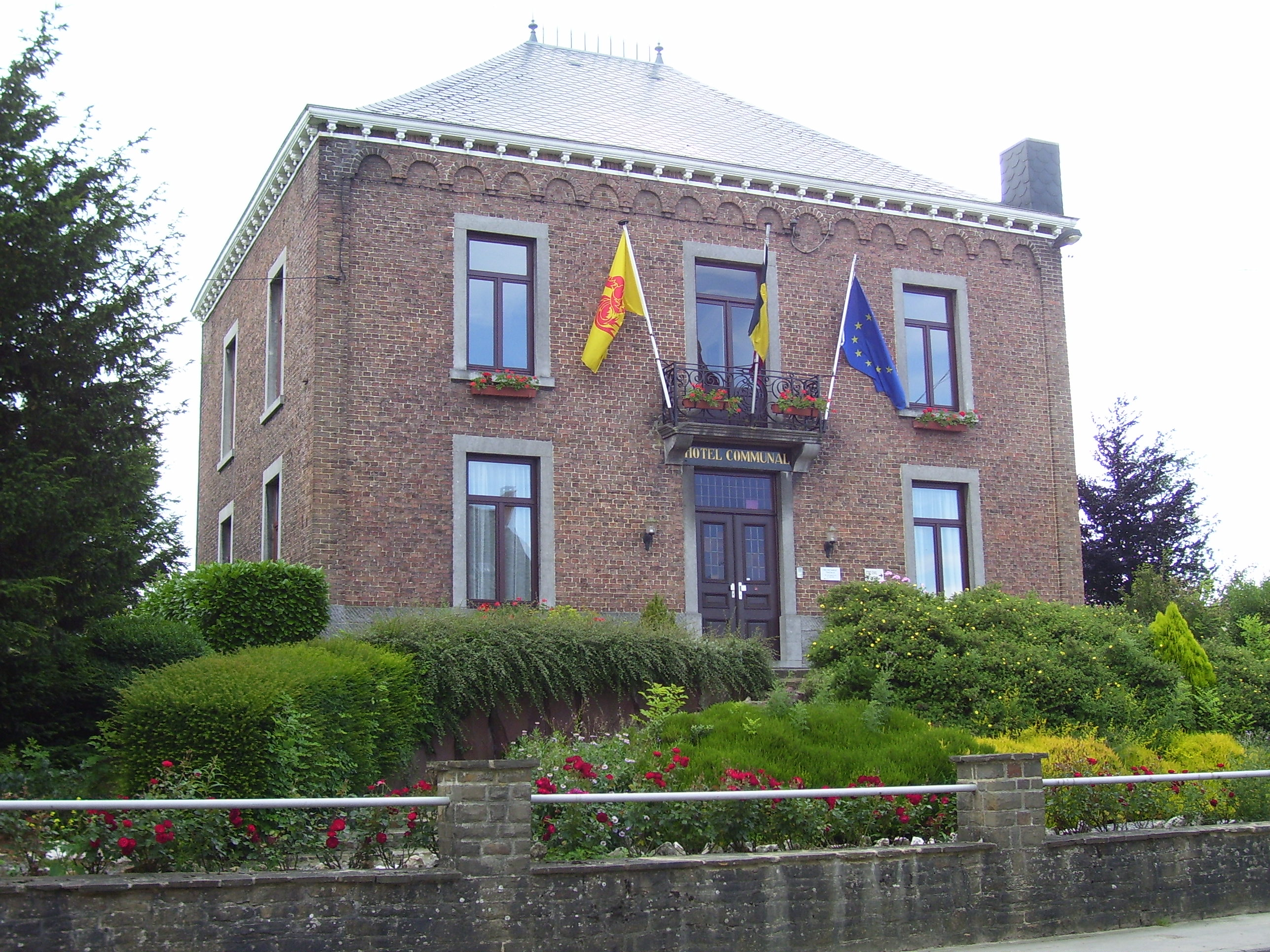
Rathaus von Havelange